# 月山ダム

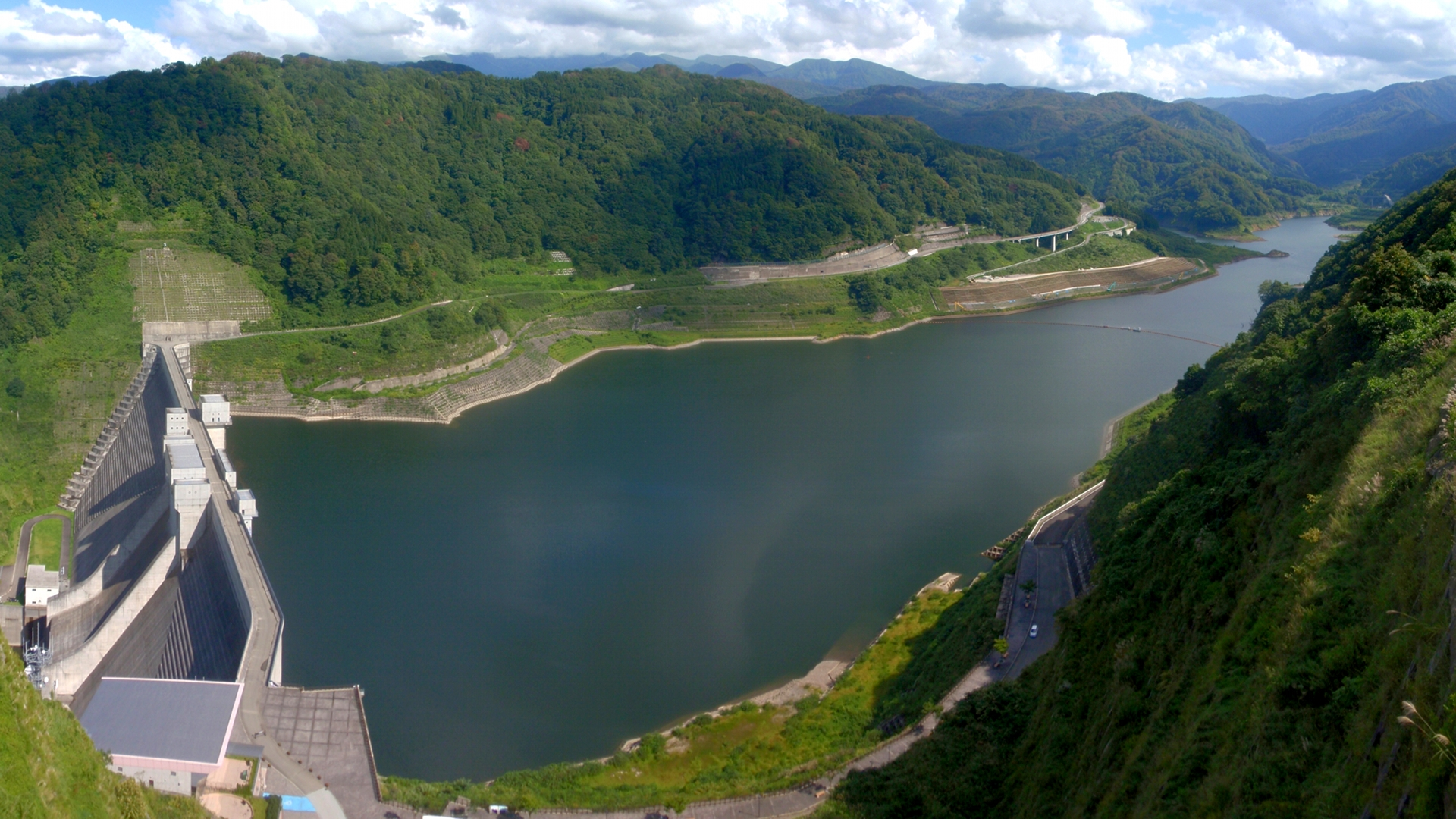
あさひ月山湖

月山ダム（がっさんダム）は、山形県鶴岡市、一級河川・赤川水系梵字川に建設されたダム。高さ123メートルの重力式コンクリートダムで、洪水調節・不特定利水・上水道・発電を目的とする、国土交通省直轄の多目的ダムである。ダム湖（人造湖）の名はあさひ月山湖（あさひがっさんこ）という。

## 概要
赤川水系の河川は、上流部が急流であるのに対して下流部は緩流であるため、中流部より下流においては歴史的に水害が繰り返されていた。その治水対策として大正6年(1917年)より、それまで最上川に合流して日本海に注いでいた赤川を独立して海に注ぐように河川を改良する工事を行った。しかし依然として水害が発生する状況に鑑み、赤川水系に対する治水事業の一環として計画されたのが月山ダムである。また、当時は鶴岡市をはじめとする庄内南部地域は水道水の水源に地下水を使っており、安定した水源の確保するため、本ダムはこれらの地域に供給される水道水の水源としても機能する多目的ダムとしての機能を有することとなった。 

## その他
- ダムカードを配布している。
- 月山ダム管理所に依頼することでダム内部の見学ができる。[2]

## 周辺
- あさひ月山湖
- 東北電力月山発電所
- 国道112号

## ギャラリー

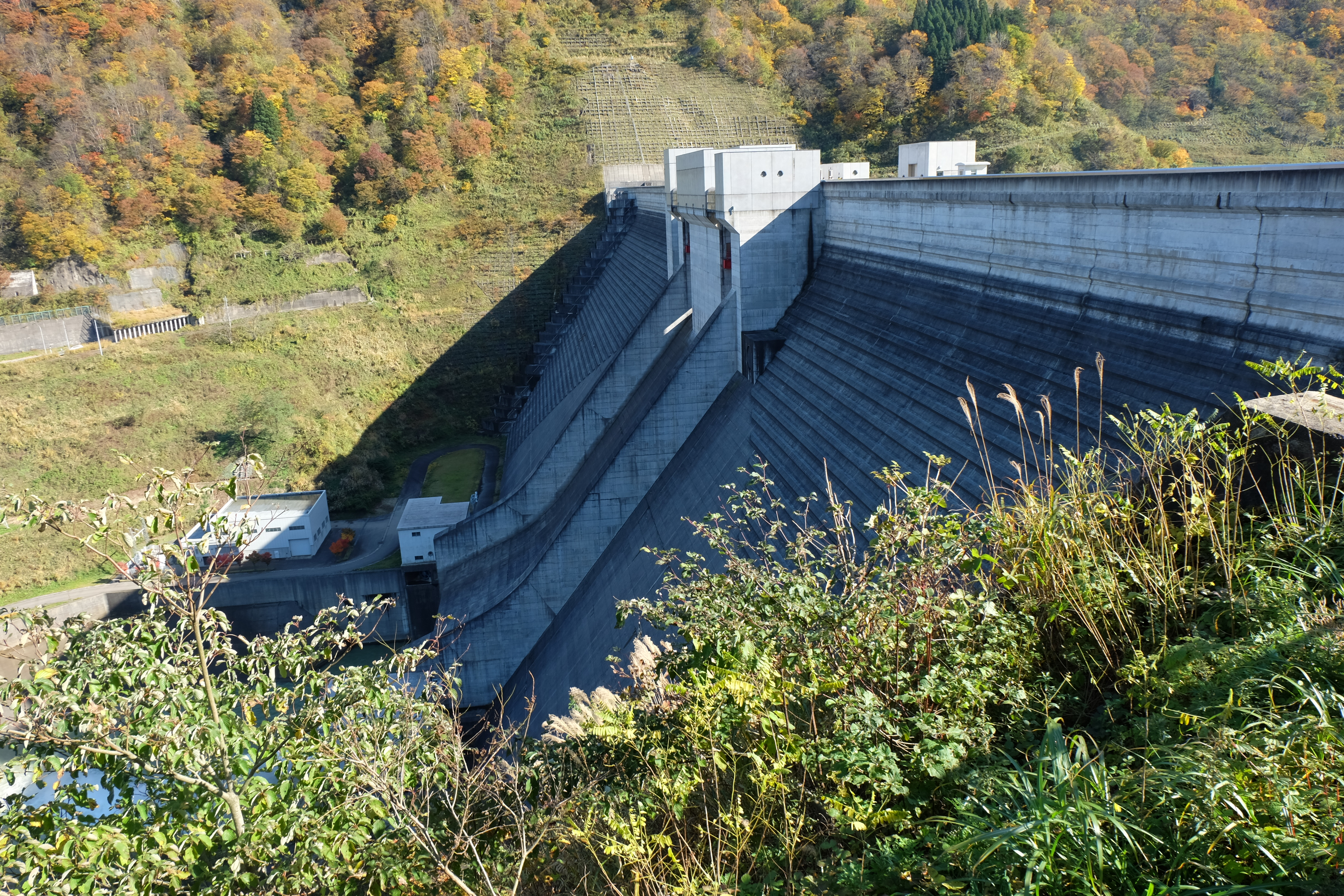
左岸より望む
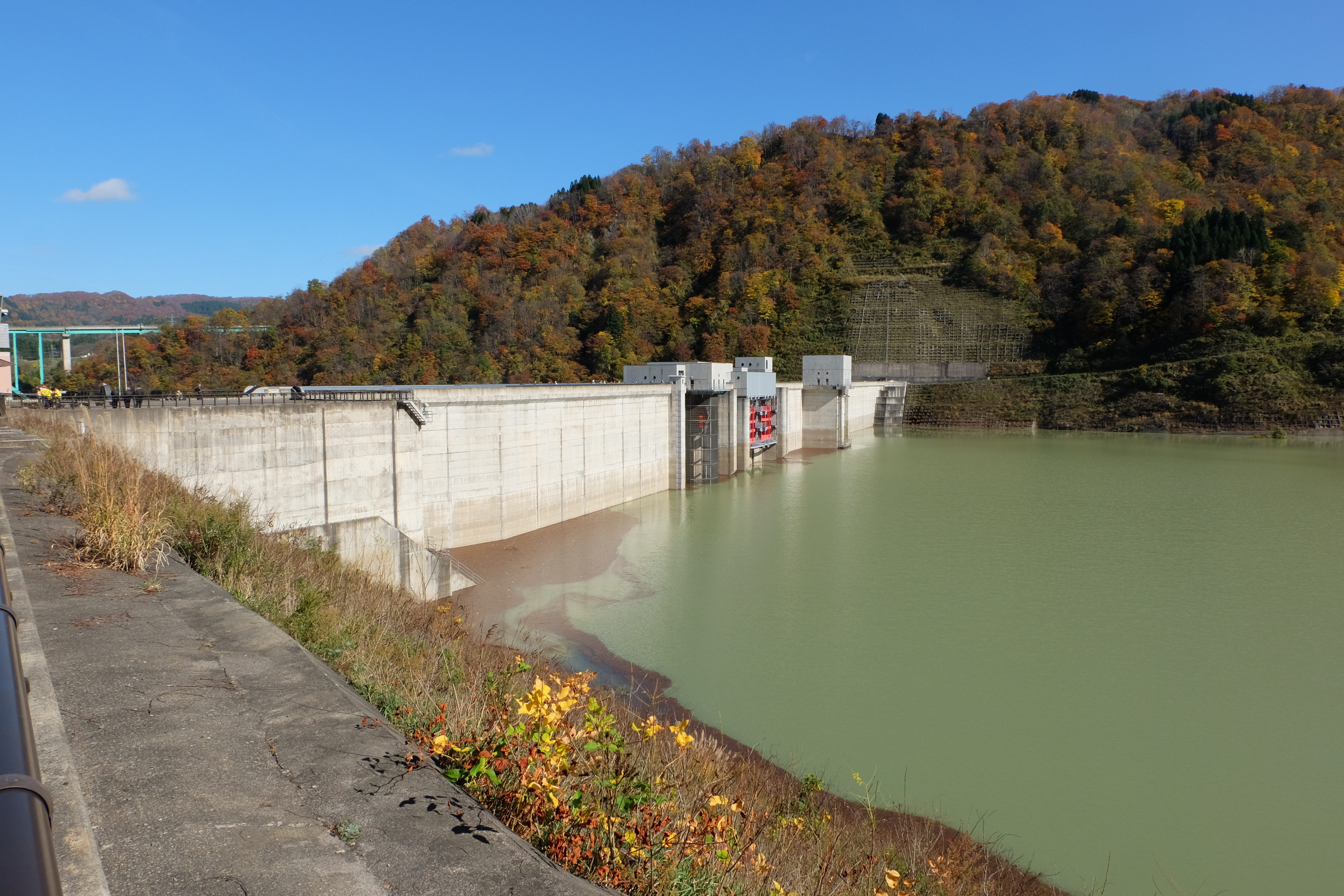
ダム上流側
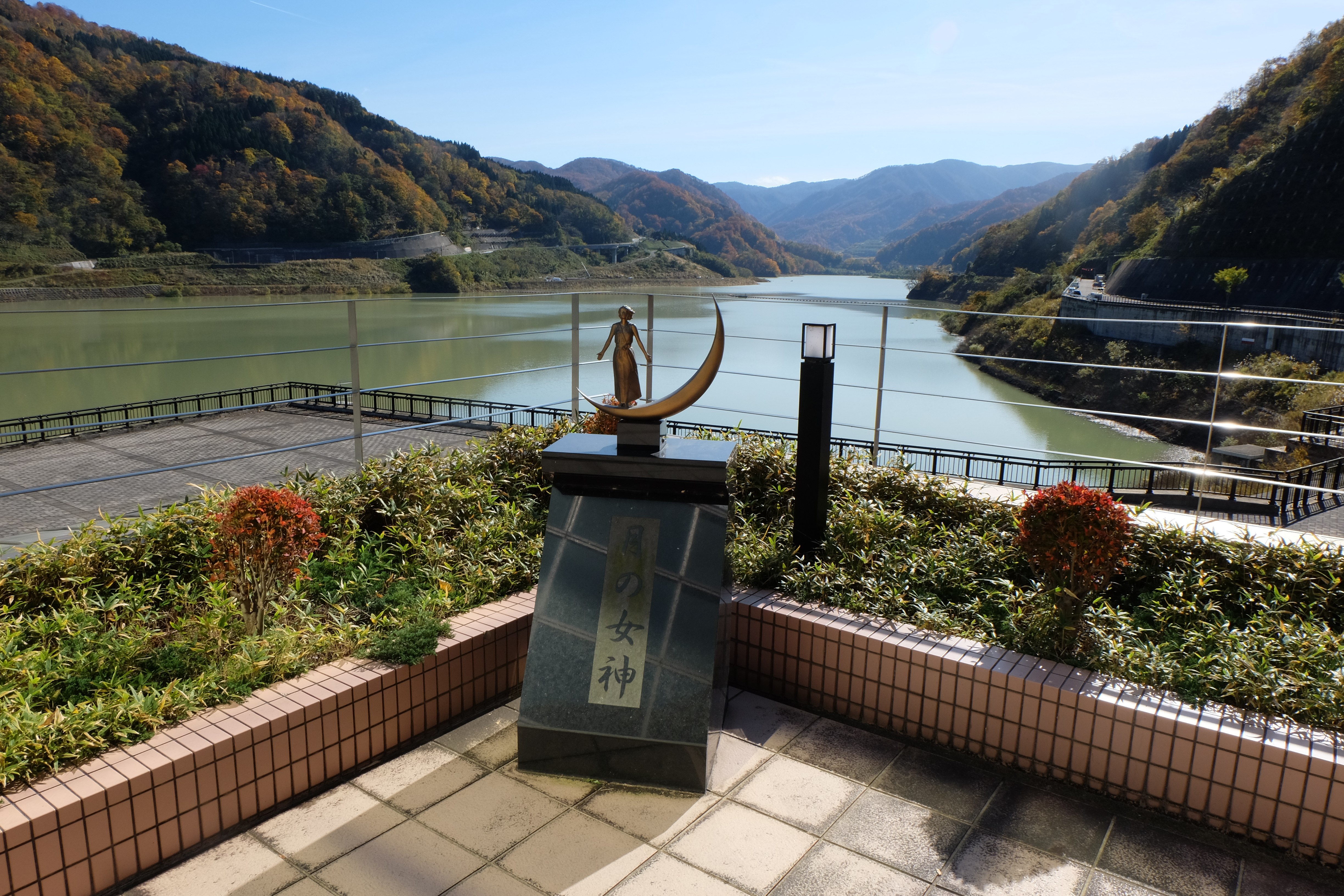
あさひ月山湖展望広場
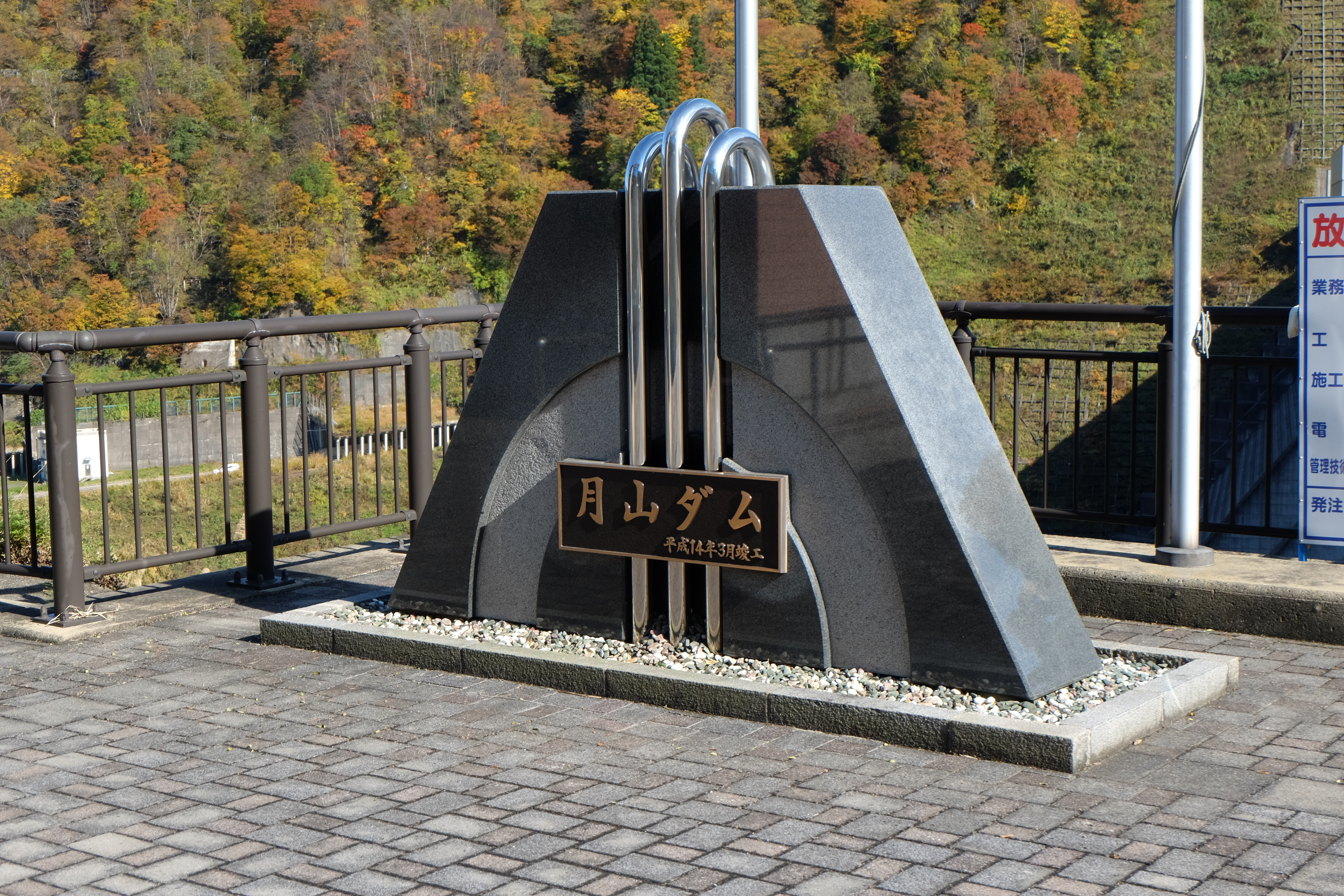
ネームプレート
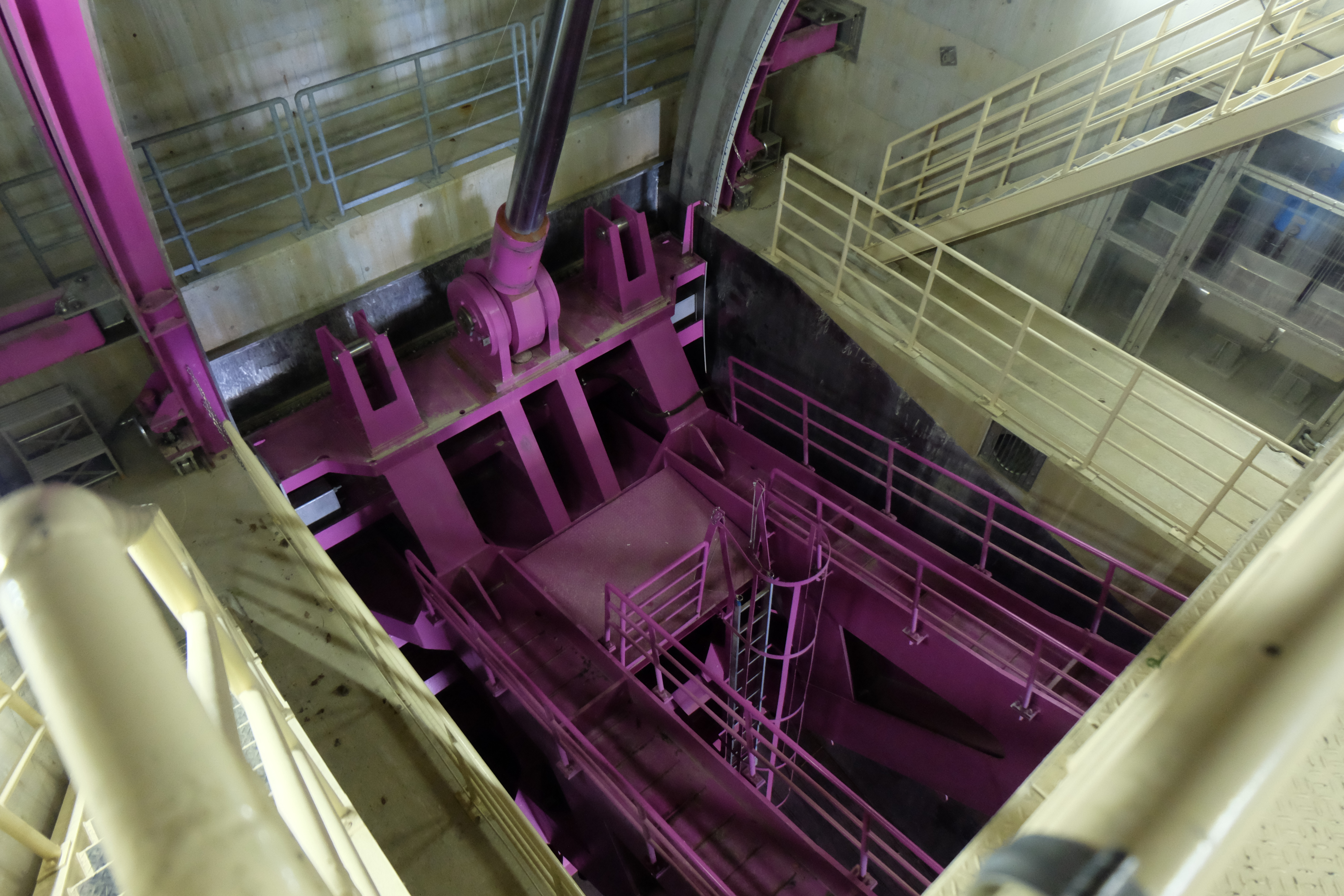
コンジットゲート
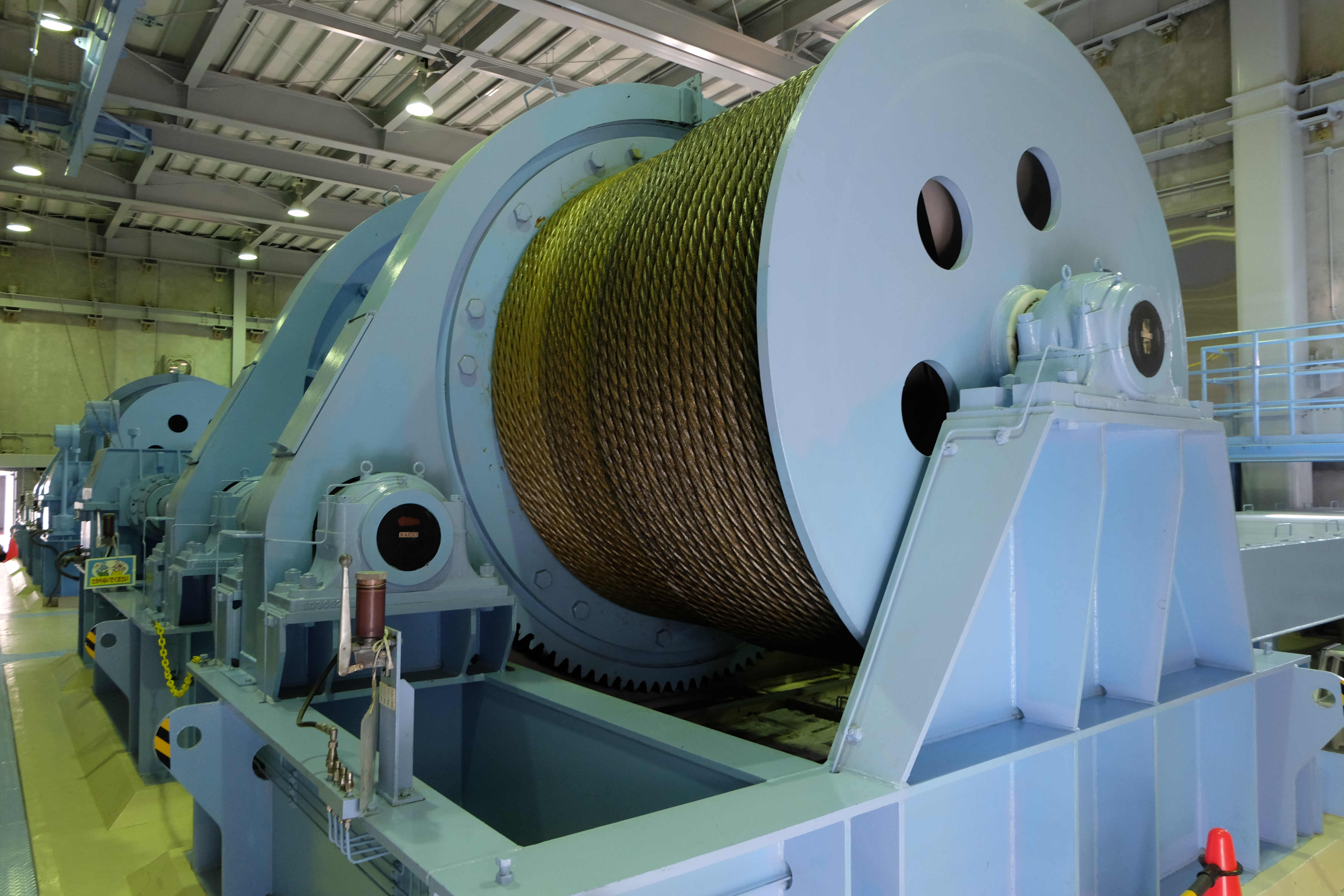
コンジット副ゲート機械室
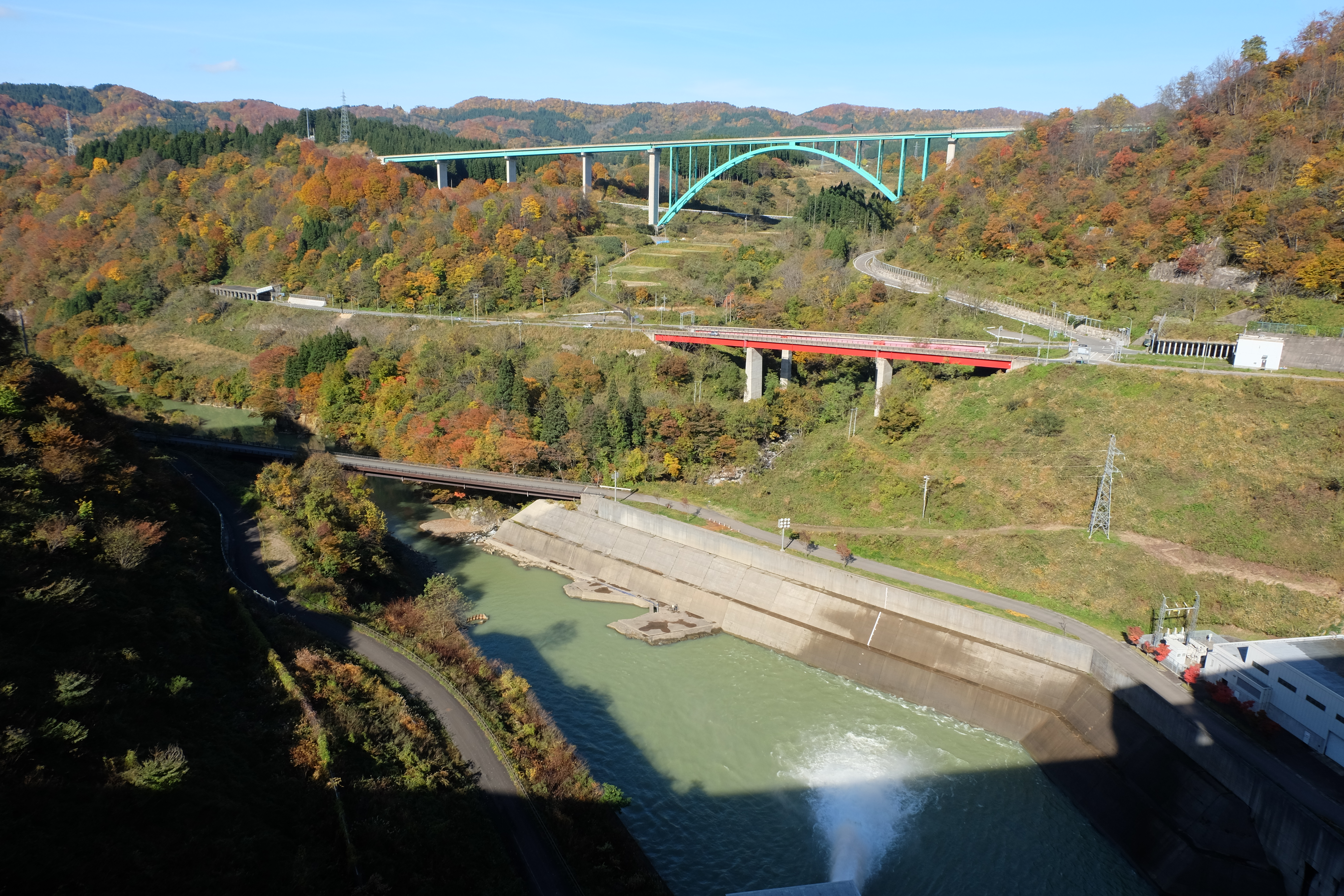
ダム下流側
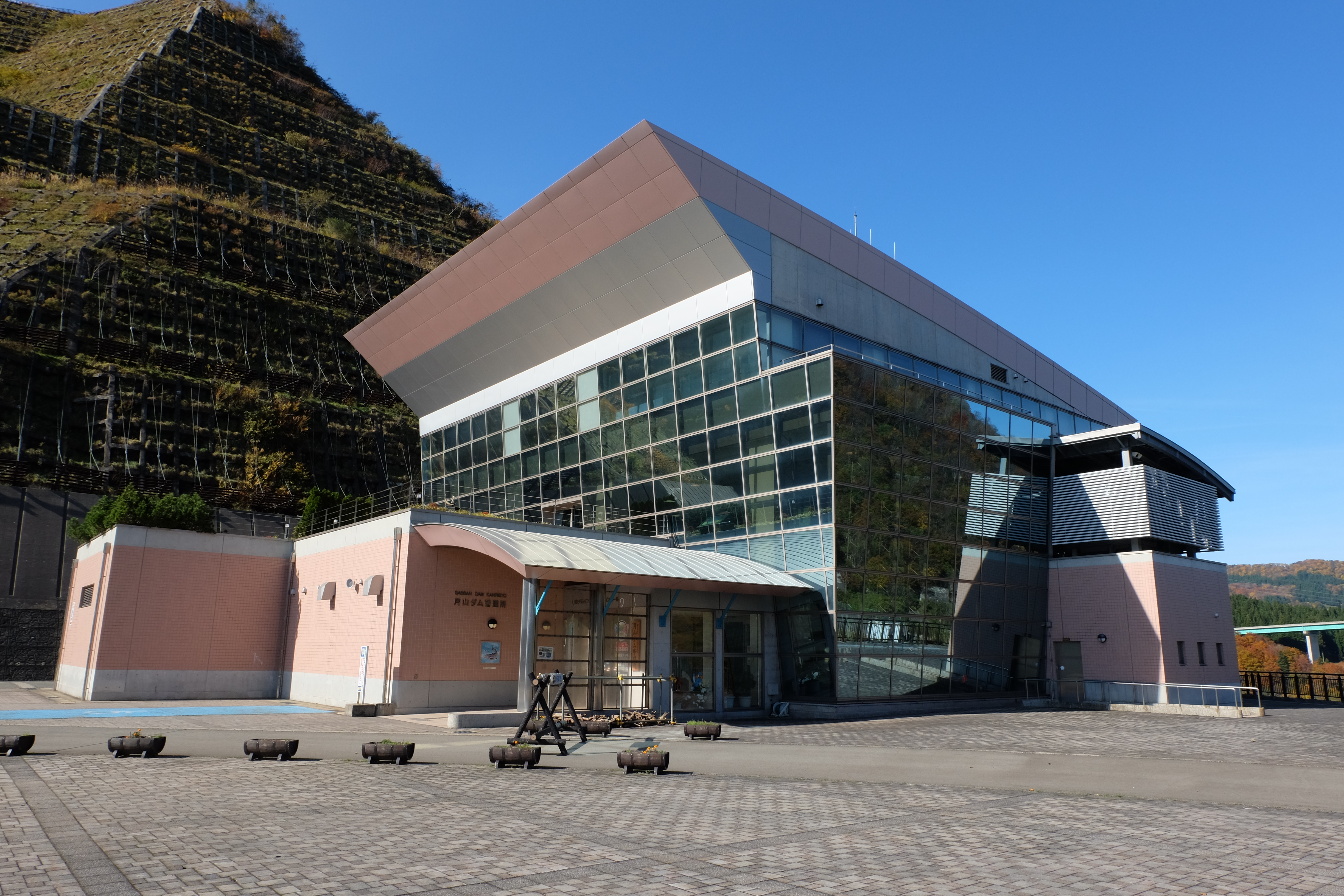
月山ダム管理所

## 注・出典
1. ↑  電気事業者・発電所名については電力土木技術協会「水力発電所データベース 月山」、その他については日本ダム協会「ダム便覧 月山ダム」による（2015年3月1日閲覧）。
2. ↑  
“月山ダム社会科見学”.   月山ダム管理所. 2015年2月28日閲覧。